# Nickelodeon Mach Mit!
Nickelodeon "Mach Mit!" bündelt seit dem 18. März 2011 gemeinnützige Aktionen des Kindersenders Nickelodeon Deutschland nach dem Vorbild Nickelodeon Big Help des US-Senders Nickelodeon.

## Deutschland
Unter dem Motto "Mach Mit!" sind folgende Aktionen:

### Nickelodeon Weltbeschützer
siehe Nickelodeon Weltbeschützer

### Schulen für Haiti
„Schulen für Haiti“ wird bereits zum zweiten Mal von Nickelodeon unterstützt. „Schulen für Haiti“ wurde von den Schauspielerinnen Janin Reinhardt und Alissa Jung 2008 ins Leben gerufen. Deutsche Schüler werden aufgerufen Spenden zu sammeln für einen Neuaufbau von Schulen in Haiti. Bei Nickelodeon findet diese Aktion im Mai statt.

### Nickelodeon Spieltag
Nach dem amerikanischen Vorbild "Worldwide Day of Play" rief Nickelodeon bereits 2010 den Nickelodeon Spieltag ins Leben, schaltete von 12 bis 18 Uhr das reguläre Programm ab und forderte die Kinder dazu aus, rauszugehen. Ab 18 Uhr gab es neue Folgen von bekannten Nickelodeon-Shows.
Am 9. Juni 2011 fand der Spieltag erneut statt. Den offiziellen Spieltag-Song singt Kate Hall.

### Hilf Dora helfen
Im Spätsommer 2011 ging „Hilf Dora Helfen“ in die vierte Runde. Hier werden Vorschulkinder dazu aufgefordert anderen zu helfen. Die Kinder sollen selbstgemalte Bilder einsenden und Nickelodeon spendet für jedes gemalte Bild einen Euro an eine Kindertagesstätte, z. B. für neue Spielgeräte.

## USA
In den USA existiert seit Mitte der 90er-Jahre das Format "Big Help". 2008 wurde zum ersten Mal "Big Green Help" ausgestrahlt (siehe Nickelodeon Weltbeschützer). Außerdem wird bei den Nickelodeon Kids Choice Awards Prominenten, die Gemeinschaften unterstützten, ein Award verliehen.